# 科马耶路

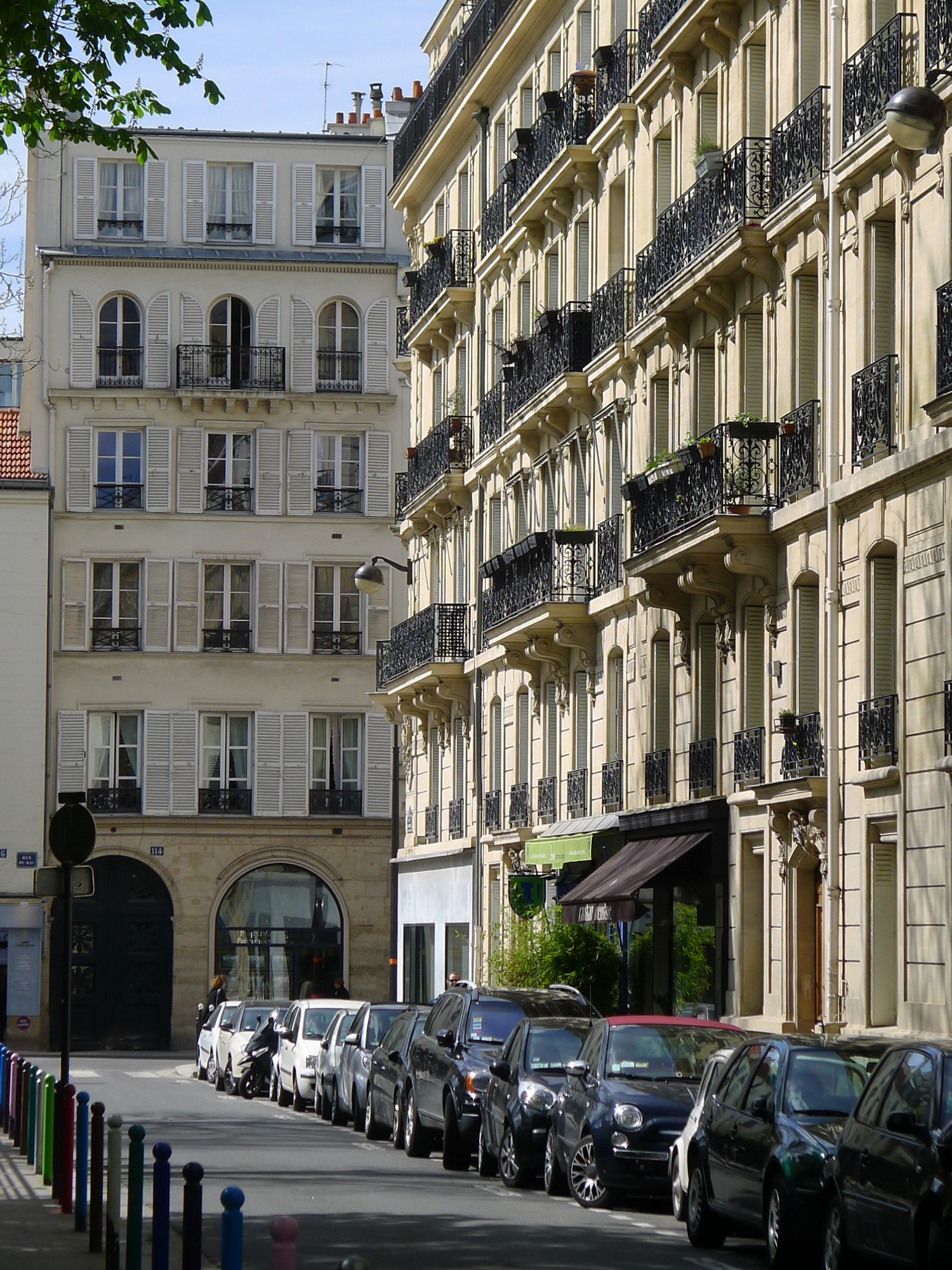

科马耶路（Rue de Commaille）是巴黎第七区的一条街道，长93米，宽10米。始于rue de La Planche 8-15号；止于渡船路103号。
科马耶路靠近巴黎地铁10、12号线的塞夫尔-巴比伦站。

## 名称
科马耶路如此命名，是因为此处原为科马耶男爵夫人的府邸所在地。

## 历史
科马耶路开辟于1881年。

## 建筑
- 1887年8月, 法国诗人朱尔·拉弗格（Jules Laforgue）在8号去世。
- 作家和院士贝特朗·普瓦罗-德尔佩什（Bertrand Poirot-Delpech）故居[1]。